# Dora Ratjen
Heinrich Ratjen (geboren als Dora Ratjen; Bremen, 20 november 1918 - aldaar, 22 april 2008) was een Duits atleet. Ratjen deed als hoogspringster mee aan de Olympische Spelen van 1936 in Berlijn en stelde in 1938 het wereldrecord hoogspringen bij de vrouwen op 1,67 m. In september 1938 stelde een politiearts vast dat Ratjen een man was. De officier van justitie stelde verder vast dat er nooit sprake was geweest van fraude. Ratjens record werd uit de boeken geschrapt en Ratjen gaf zijn prijzen terug aan de dames die achter hem waren geëindigd. Ratjen leefde vervolgens verder als man.

## Biografie

### Geboorte
De vroedvrouw wist na de geboorte niet of Heinrich een jongen of een meisje was en adviseerde de ouders het interseksuele kind op te voeden als meisje. Dora had volgens het politierapport niet alleen een toompje aan de achterkant van zijn penis dat op een vagina leek, maar plaste ook niet via zijn penis. Het gebruikelijke advies was om deze kinderen als meisje op te voeden. Dora werd aangegeven als meisje en groeide ook zo op. Het lag daarom ook voor de hand om bij de meisjes te sporten. In 1936 verving hij Gretel Bergmann, die als Joodse vrouw niet mocht meedoen aan de Spelen in Berlijn. De mythe ontstond, dat Ratjen door de nazi's als geheim wapen was ingezet om het goud bij de dames te winnen. Dit verhaal diende ook als basis voor de speelfilm 'Berlin 36 die wahre Geschichte einer Siegerin'. Uit onderzoek van Der Spiegel in 2009 was inmiddels al gebleken, dat dit verhaal onjuist was.

### Politierapport
In september 1938 reisde Dora per trein van Wenen naar Keulen. In Maagdenburg waarschuwde de conducteur de politie dat er een man in vrouwenkleren in de trein zat. Ratjen werd gearresteerd en naar het Hohenlychen Sportsanatorium gestuurd voor verder onderzoek. Tot opluchting van Ratjen zelf stelde de arts vast dat Ratjen een man was. Zelf had hij ook voortdurend twijfels. Ook werd geconstateerd dat er nooit fraude in het spel was geweest. Hoewel Ratjens vader eerst weigerde om het geslacht van zijn kind officieel te wijzigen, verzocht hij in maart 1939 om de naam van zijn kind te wijzigen in Heinrich. Ratjen kreeg een nieuw paspoort. Heinrich werd als werkman tewerkgesteld in Hannover en nam na de oorlog het café van zijn ouders in Erichshof bij Bremen over. Hij weigerde ooit nog te spreken over zijn jeugd als meisje. Ook een arts van de International Association of Athletics Federations onderzocht Ratjen. Zijn record werd daarna uit de boeken geschrapt. Ratjen stuurde zijn medailles terug naar de federatie.

### Time Magazine
In 1966 publiceerde Time Magazine een interview uit 1957 met 'Hermann' Ratjen, die in tranen zou hebben bekend dat de nazi's hem hadden gedwongen deel te nemen als vrouw aan de Spelen van Berlijn. Dit interview was de basis van de mythevorming over Ratjen. Het artikel werd op 18 maart 2011 officieel teruggetrokken door het magazine.

## Titels
- Europees kampioene hoogspringen - 1938